# 茫部路
茫部路军民总管府，元朝的行政区划——路。今云南省镇雄县、威信县。
茫部路西近乌蒙路、南近乌撒路。宋朝属于茫布部。茫部路军民总管府属于下路，下辖益良州（下州，今云南省彝良县）、强州（下州）。元朝前期隶属于乌撒乌蒙宣慰司，后直隶于云南行省。明朝洪武十五年（1382年），改为芒部府。

## 资料来源
1. ↑  李治安, 薛磊. . 上海: 复旦大学出版社. 2009-04-01: 197. ISBN 978-7-3090-5601-3.
2. ↑  《元史·志第十三·地理四》